# Gāzīr
Gāzīr (persiska: گازور, گازیر, Gāzūr) är en ort i Iran.   Den ligger i provinsen Ardabil, i den nordvästra delen av landet, 400 km nordväst om huvudstaden Teheran. Gāzīr ligger 1 783 meter över havet och antalet invånare är 160.
Terrängen runt Gāzīr är huvudsakligen kuperad, men åt nordväst är den bergig.Runt Gāzīr är det ganska tätbefolkat, med 139 invånare per kvadratkilometer. Närmaste större samhälle är Nīr, 12,6 km söder om Gāzīr. Trakten runt Gāzīr består i huvudsak av gräsmarker.